# Casa Professa dei Padri Gesuiti

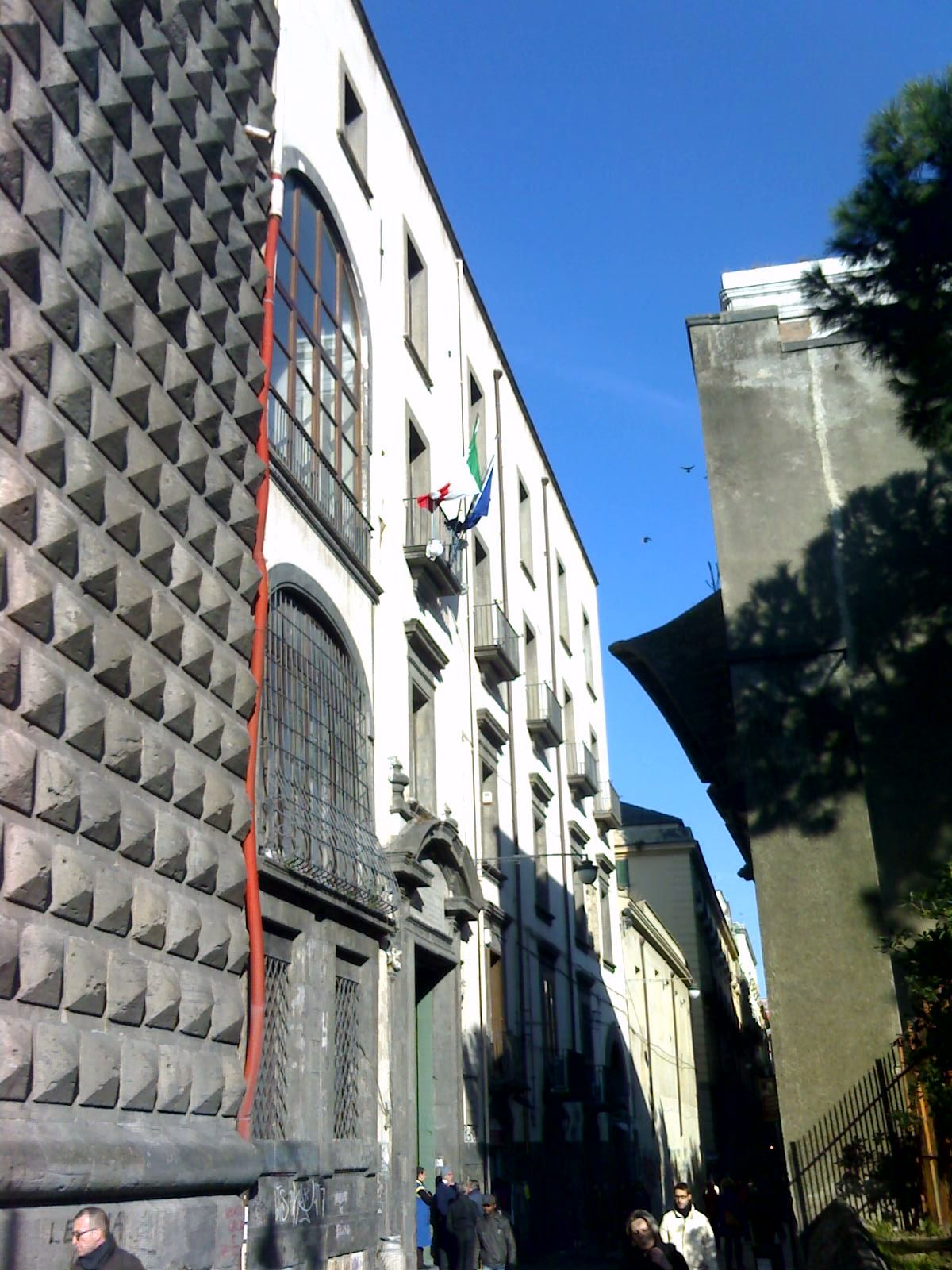
Casa Professa dei Padri Gesuiti in Neapel

Das Casa Professa dei Padri Gesuiti ist ein Palast aus dem 17. Jahrhundert im Viertel San Giuseppe in Neapel in der italienischen Region Kampanien. Er liegt in der Via Benedetto Croce, 2, an der Ecke zur Piazza del Gesù Nuovo.
Heute ist dort der Sitz des Institutes Eleonora Pimentel Fonseca.

## Geschichte
Der Bau dieses Gebäudes begann 1608. Die Jesuiten hatten sich 1584 im Palazzo Sanseverino niedergelassen, der wesentlich verändert wurde, sodass er der Kirche Gesù Nuovo Platz bot. Gleich danach beauftragten sie den Architekten Agazio Stoia mit dem Projekt des Baus ihres neuen Sitzes, also der „Casa Professa“, der auch Räumlichkeiten für den Unterricht („Collegio“) und verschiedene Nebenräume, wie die Bibliothek und die Krankenstation, aufnehmen musste.
1665 wurde mit den Arbeiten für das Refektorium begonnen, die 1680 abgeschlossen wurden. 1685 begannen die Arbeiten für die großartige Bibliothek, die aber erst 1750 durch Antonio Sarnelli nach einer sehr langen Zeit des Stillstands fertiggestellt wurde.
1860 verjagte Giuseppe Garibaldi die Jesuiten und beschlagnahmte ihre Anwesen. Im selben Jahr wurde das erste Lehrinstitut gegründet, das ab 1923 nach Eleonora Pimentel Fonseca, einer Unterstützerin der Parthenopäischen Republik, die mit deren Fall starb, benannt wurde.

## Beschreibung

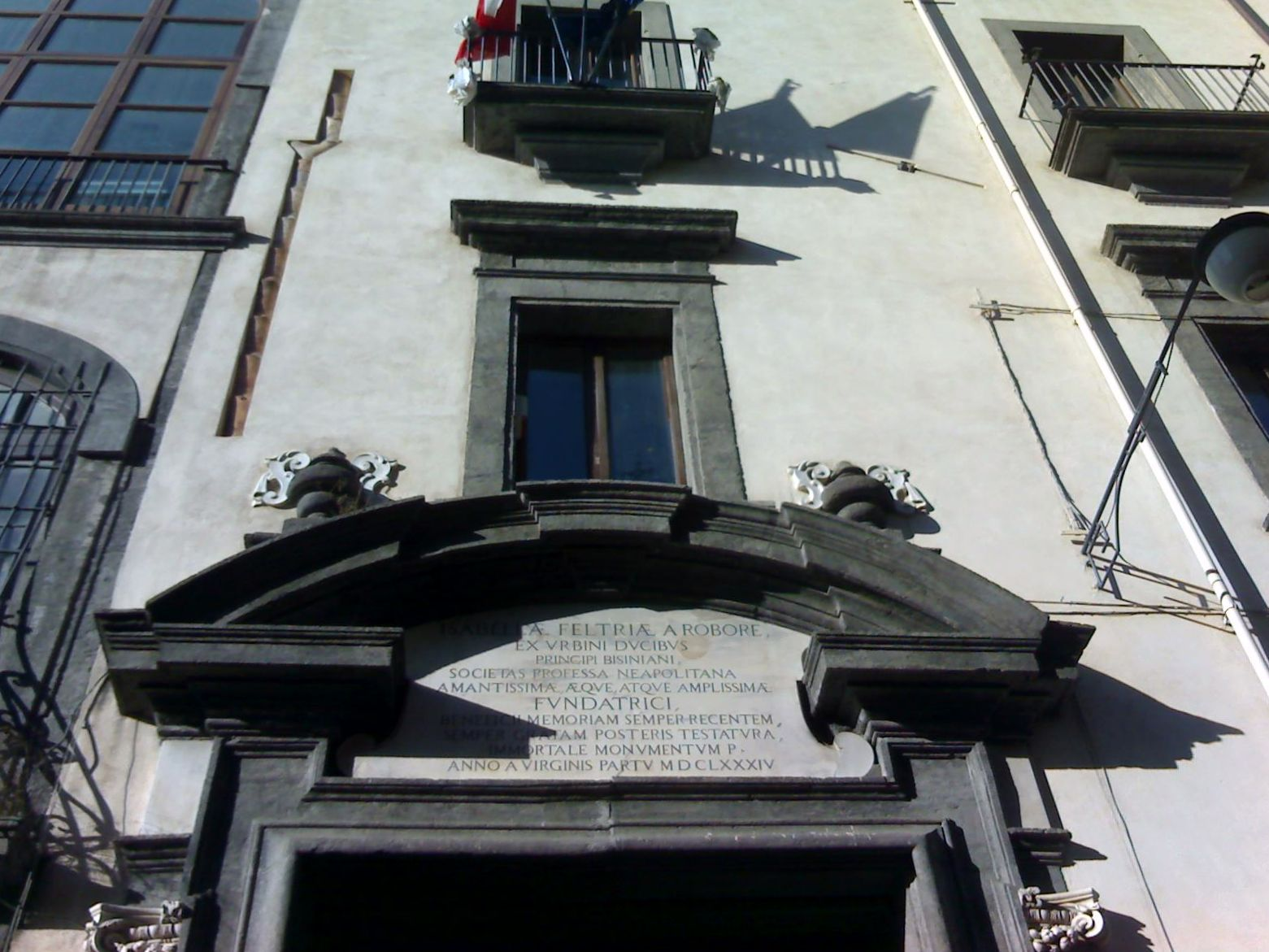
Detail des Eingangsportals

In das Gebäude gelangt man durch ein Portal aus Piperno, das direkt vor dem Eingangsbogen zur „Santa-Klara-Insel“ liegt. Das Portal führt zum Empfangssalon des Komplexes, der in einem Teil des Kreuzgangs der Jesuitenpater liegt.
Im Inneren befinden sich ein meisterhaftes Marmorportal und eine großartige Ehrentreppe, über die man in die Bibliothek gelangt.

### Bibliothek
In der 1750 von Antonio Sarnelli fertiggestellten Bibliothek sind Fresken dieses Künstlers zu bewundern, die durch die Hervorhebung der führenden Rolle des Katholizismus in der Kultur gekennzeichnet sind: Neben der Abbildung von Ignatius von Loyola, dem Gründer der Jesuiten, sind dort die berühmten Lehrer Gregor der Große, Ambrosius von Mailand, Thomas von Aquin, Bonaventura, Hieronymus, Basilius der Große und Gregor von Nyssa verewigt.
Bemerkenswert sind darüber hinaus die Böden aus polychromen Marmorintarsien, die gleichzeitig mit den Gemälden und den geschnitzten Holzschränken, die sich bis zu den Lünetten des Gewölbes erheben, entstanden. Die gesamte Bibliothek ist von einem Balkon umgeben, dessen Geländer fein mit Pflanzenmotiven eingelegt ist.